# Teinopalpus imperialis

Teinopalpus imperialis — редкий вид бабочек из семейства парусников (Papilionidae).

## Описание
Размах крыльев 70—127 мм. Выражен половой диморфизм, самки крупнее самцов и отличаются элементами окраски крыльев. Крылья самца насыщенного бархатисто-зелёного цвета. От края заднего крыла к его середине идёт жёлто-оранжевая полоса, ширина и форма которой варьирует у разных подвидов. Задние крылья с длинными хвостиками одинаковой ширины на всём своём протяжении, окрашены на конце с жёлтыми пятнами.
Задние крылья самки заканчиваются тремя хвостиками. Самый длинный из которых изогнут и окрашен на конце в ярко-жёлтый цвет.

## Распространение
Teinopalpus imperialis встречается спорадически в Непале, Бутане и вдоль Восточных Гималаев в Индии (Западная Бенгалия, Мегхалая, Ассам, Сикким и Манипур). Он также встречается в Северной Бирме и провинции Сычуань (Китай). Наблюдается в основном на высоте от 1800 до 3000 м в лесистых местностях.

## Кормовое растение гусениц
Гусеница питается Магнолией Кемпбелла (Magnolia campbellii).

## Подвиды
- Teinopalpus imperialis imperialis
- Teinopalpus imperialis bhumipholi
- Teinopalpus imperialis behludinii
- Teinopalpus imperialis imperatrix

## Охрана
По данным МСОП этот вид находится в категории близких к переходу в группу угрожаемых — NT.
Внесен в перечень чешуекрылых экспорт, реэкспорт и импорт которых регулируется в соответствии с Конвенцией о международной торговле видами дикой фауны и флоры, находящимися под угрозой исчезновения (СИТЕС).

## Заметки
1. ↑  Gimenez Dixon, M. 1996. Teinopalpus imperialis. In: IUCN 2006. 2006 IUCN Red List of Threatened Species. <www.iucnredlist.org>. Downloaded on 5 April .